# Вознесенский (Тюменцевский район)
Вознесенский — посёлок в Тюменцевском районе Алтайского края России. Входит в состав Берёзовского сельсовета.

## История
Основан в 1922 г. В 1928 году выселок Вознесенский состоял из 69 хозяйств, основное население — русские. В административном отношении являлся центром Вознесенского сельсовета Куликовского района Каменского округа Сибирского края.

## Население
| 1926 | 1997 | 1998 | 1999 | 2000 | 2001 | 2002 |
| ---- | ---- | ---- | ---- | ---- | ---- | ---- |
| 364  | ↘153 | ↗159 | ↘152 | ↗157 | ↘149 | ↘145 |
| 2003 | 2004 | 2005 | 2006 | 2007 | 2008 | 2009 |
| ↘124 | ↗145 | ↘125 | ↗131 | ↘122 | ↘102 | ↘97  |
| 2010 | 2011 | 2012 | 2013 |      |      |      |
| ↗100 | ↘98  | ↘93  | ↘90  |      |      |      |

Национальный состав
Согласно результатам переписи 2002 года, в национальной структуре населения русские составляли 81 %.